# Comuna Balinț, Timiș
Balinț (germană Balintz, maghiară Bálinc) este o comună în județul Timiș, Banat, România, formată din satele Balinț (reședința), Bodo, Fădimac și Târgoviște.

## Localizare
Se situează în zona de est a județului Timiș, pe Râul Bega, la circa 20 km nord de municipiul Lugoj, pe drumul județean DJ609B Făget - Coșteiu. Se învecinează la nord cu Fădimac, la est cu Bodo, la sud cu Păru și la vest cu Târgoviște.

## Istoric
Prima atestare documentară a localității datează din 1488. Inițial au existat două așezări distincte: Balințul de Sus și Balințul de Jos. Pe la 1554 cele două se pare că erau deja unite, pentru că apare doar numele Balinch. În 1604, aici s-au dat lupte între trupele imperialilor și cele ale lui Ștefan Bocskay și Gabriel Bethlen.
Balințul apare menționat în documentele de la 1690 și de la 1717, semn că a continuat să existe în perioada ocupației turcești. La recensământul din 1717 avea 20 de case. În ianuarie 1739, trupele austriece sub comanda generalului Lentulus aveau să ardă complet satul, pe motiv că aici se adăposteau bande de tâlhari.

## Populația (evoluție istorică)
La recensământul din 2002 populația comunei era de 1.754 locuitori. În 2005 populația era estimată la 1.658, din care 47% bărbați și 53% femei. Din punct de vedere istoric, populația a evoluat după cum urmează:

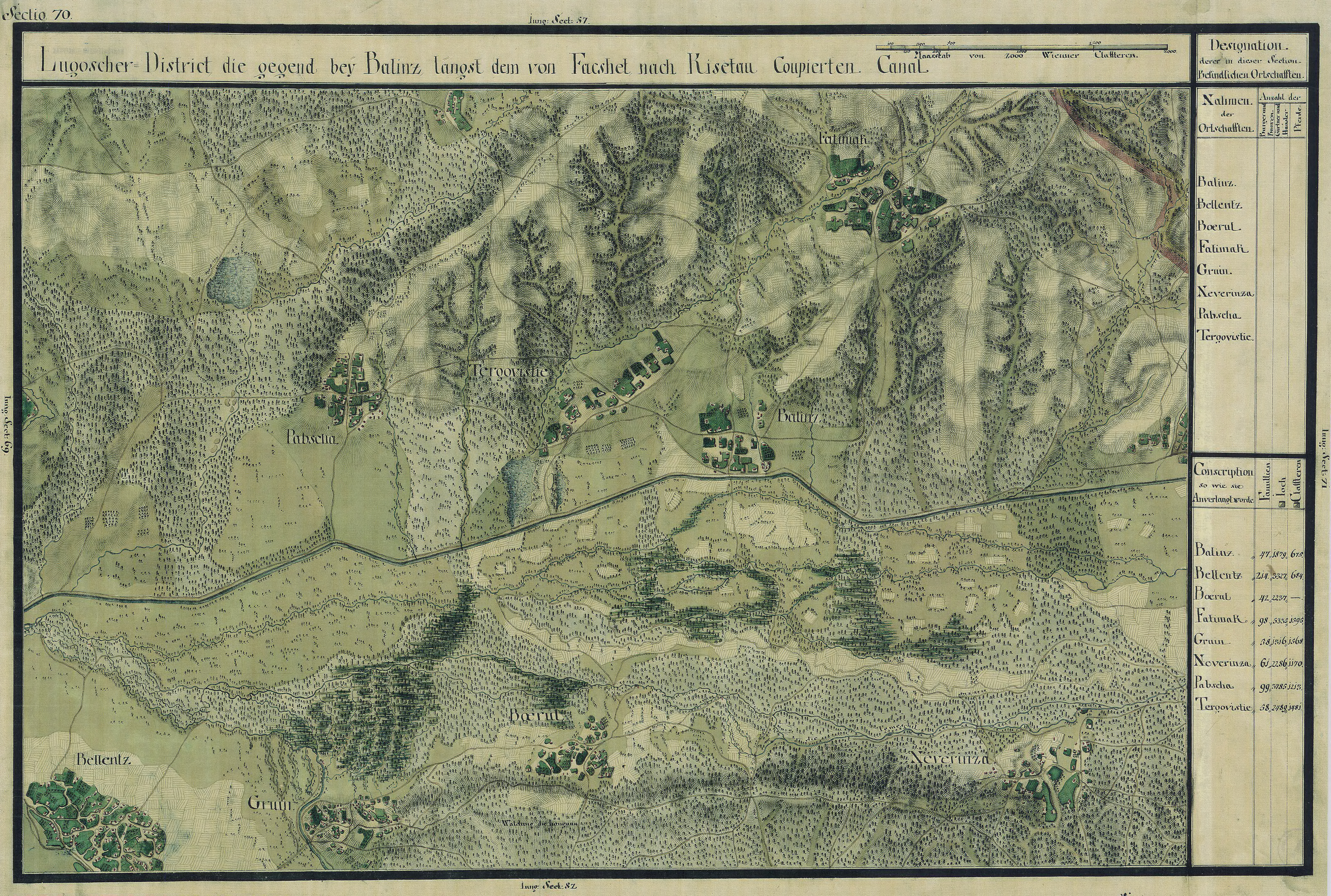
Balinț în Harta Iosefină a Banatului, 1769-72

## Politică
Comuna Balinț este administrată de un primar și un consiliu local compus din 11 consilieri. Primarul, Andrei-Dumitru Popa[*], de la Uniunea Salvați România, este în funcție din 1 noiembrie 2024. Începând cu alegerile locale din 2024, consiliul local are următoarea componență pe partide politice:
|  | Partid                                 | Consilieri | Componența Consiliului | Componența Consiliului | Componența Consiliului |
|  | -------------------------------------- | ---------- | ---------------------- | ---------------------- | ---------------------- |
|  | Partidul Social Democrat               | 3          |                        |                        |                        |
|  | Uniunea Salvați România                | 3          |                        |                        |                        |
|  | Uniunea Democrată Maghiară din România | 1          |                        |                        |                        |
|  | Partidul S.O.S. România                | 1          |                        |                        |                        |
|  | Partidul Național Liberal              | 1          |                        |                        |                        |
|  | Alianța pentru Unirea Românilor        | 1          |                        |                        |                        |
|  | Trif Claudiu-Ionel                     | 1          |                        |                        |                        |

Primarul comunei, Dănuț Crașovan, face parte din PSD iar viceprimarul Iuliu Bekeși din UDMR. Consiliul Local este constituit din 11 consilieri, împărțiți astfel:
|  | Partid                                      | Consilieri | Componența | Componența | Componența |
|  | ------------------------------------------- | ---------- | ---------- | ---------- | ---------- |
|  | Partidul Social Democrat                    | 3          |            |            |            |
|  | Alianța Dreptate și Adevăr (2 PD și 1 PNL)  | 3          |            |            |            |
|  | Uniunea Democrată Maghiară din România      | 2          |            |            |            |
|  | Partidul România Mare                       | 1          |            |            |            |
|  | Partidul Național Țărănesc Creștin Democrat | 1          |            |            |            |
|  | Partidul Popular și al Protecției Sociale   | 1          |            |            |            |

## Obiective turistice
- Biserica din lemn constuită în 1834, astăzi monument arhitectural
- Barajul de pe râul Bega "Iazul"
- Moara cu noroc acționată de forța apei pentru măcinat cereale
- Pădurea de nuc american și cer roșu

## Demografie
Componența etnică a comunei Balinț
     Români (69,64%)
     Maghiari (22,97%)
     Ucraineni (1,28%)
     Alte etnii (1,28%)
     Necunoscută (4,84%)
Componența confesională a comunei Balinț
     Ortodocși (63,53%)
     Reformați (19,07%)
     Greco-catolici (3,9%)
     Penticostali (3,49%)
     Romano-catolici (3,29%)
     Alte religii (1,75%)
     Necunoscută (4,97%)
Conform recensământului efectuat în 2021, populația comunei Balinț se ridică la 1.489 de locuitori, în scădere față de recensământul anterior din 2011, când fuseseră înregistrați 1.596 de locuitori. Majoritatea locuitorilor sunt români (69,64%), cu minorități de maghiari (22,97%) și ucraineni (1,28%), iar pentru 4,84% nu se cunoaște apartenența etnică. Din punct de vedere confesional, majoritatea locuitorilor sunt ortodocși (63,53%), cu minorități de reformați (19,07%), greco-catolici (3,9%), penticostali (3,49%) și romano-catolici (3,29%), iar pentru 4,97% nu se cunoaște apartenența confesională.

## Personalități născute aici
- Lídia Fülöp (1925 - 2017), scriitoare de etnie maghiară.